# Katalin Renn
Katalin Renn, coniugata Pillingerné (Eger, 31 gennaio 1937), è un'ex cestista ungherese.

## Carriera
Con l'Ungheria ha disputato due edizioni dei Campionati europei (1964, 1968).